# Maruadih Railway Settlement
Maruadih Railway Settlement – miasto w północnych Indiach w stanie Uttar Pradesh, na Nizinie Hindustańskiej.
Populacja miasta w 2001 roku wynosiła 18 733 mieszkańców.